# Гарпалика (дочь Гарпалика)
Гарпалика (др.-греч. Ἀρπαλύκη) — персонаж древнегреческой мифологии. Дочь фракийского царя Гарпалика. Когда умерла её мать, отец вскармливал её молоком коров и кобылиц и учил обращаться с оружием. Когда Неоптолем возвращался из-под Трои, он тяжело ранил Гарпалика, но дочь спасла его. Позже Гарпалик был убит, Гарпалика скрылась в лесах и, убивая скот, была убита пастухами, когда запуталась в сетях. Её упоминает Вергилий.